# Mjau!
Mjau! är en svensk barnmanga om katter, skapad av Natalia Batista och utgiven av Kabusa böcker 2010. 
Handlar om den hemlösa utekatten Ville som blir adopterad av en kvinna. Hemma hos henne möter han innekatten Vanilj, de blir vänner och går på äventyr tillsammans.

## Utgivning
| Titel   | Utgivning  | ISBN               |
| ------- | ---------- | ------------------ |
| Mjau! 1 | mars 2010  | ISBN 9789173551304 |
| Mjau! 2 | april 2010 | ISBN 9789173551342 |
| Mjau! 3 | maj 2010   | ISBN 9789173551380 |
| Mjau! 4 | juni 2010  | ISBN 9789173551397 |